# Řád královny ze Sáby
Řád královny ze Sáby bylo státní vyznamenání Etiopského císařství založené roku 1922. Původně ženský řád byl roku 1950 zpřístupněn i mužům.

## Historie
Řád byl založen roku 1922 etiopskou císařovnou Zauditu I. Pojmenován byl po legendární královně ze Sáby, která žila pravděpodobně v 10. století. Dynastie Šalomounovců odvozuje svůj původ od nemanželských potomků izraelského krále Šalomouna a královny ze Sáby. Řád začal být častěji udílen po roce 1930 po nástupu Haile Selassieho I. na trůn.
Původně byl řád založen výhradně jako ženský za účelem ocenit ženy, které se zasloužily o prospěch společnosti, státu či dynastie. Roku 1950 byl řád zpřístupněn i mužům.
Po pádu monarchie v roce 1974 byly v Etiopii císařské řády zrušeny a řád se stal pouze dynastickým řádem. Od té doby je udílen Radou pro etiopskou korunu.

## Třídy
Řád byl udílen v pěti třídách. Neexistuje však žádný záznam o udělení jiné než první třídy.
- velkokstuha/velkokříž – Tato třída byla výhradně udílena příslušníkům královských rodin a zahraničním hlavám států. Řádový odznak se nosil na široké stuze spadající z pravého ramene na protilehlý bok. Od roku 1950 byl odznak obvykle zavěšen na zlatém řetězu. Řádová hvězda se nosila na hrudi.
- velkodůstojník – Počet žijících osob v této třídě byl omezen na 25. Řádový odznak se nosil na stuze kolem krku. Řádová hvězda se nosila nalevo na hrudi.
- komtur – Počet žijících osob v této třídě byl omezen na 45. Řádový odznak se nosil na stuze kolem krku. Řádová hvězda této třídě již nenáležela.
- důstojník – Počet žijících osob v této třídě byl omezen na 55. Řádový odznak se nosil na stuze na hrudi.
- člen/rytíř – Počet žijících osob v této třídě nebyl omezen. Řádový odznak se nosil na stuze na hrudi

## Insignie
Řádový odznak bez smaltu měl tvar zlaté Davidovy hvězdy s konci cípů zakončených kuličkami. Uprostřed byl doprava hledící profil královny ze Sáby položený na třícípé hvězdě. Odznak byl převýšen královskou korunou.
Řádová hvězda měla tvar řádového odznaku položeného na stuze ve tvaru jetelového lístku s nápisem v amharštině.
Stuha byla fialová s oběma okraji lemovanými tmavě zeleným pruhem.